# Arkycini
Arkycini è una tribù di ragni appartenente alla famiglia Arkyidae.
Il nome deriva dal greco ᾶρκυς, àrkys, cioè rete, ragnatela, con aggiunto il suffisso -ini, che designa l'appartenenza ad una tribù.

## Tassonomia
Al 2017, si compone di 2 generi:
- Arkys Walckenaer, 1837
- Demadiana Strand, 1929